# Dinophilus taeniatus
Dinophilus taeniatus är en ringmaskart som beskrevs av Harmer 1889. Enligt Catalogue of Life ingår Dinophilus taeniatus i släktet Dinophilus och familjen Dinophilidae, men enligt Dyntaxa är tillhörigheten istället släktet Dinophilus och familjen Dorvilleidae. Arten har ej påträffats i Sverige. Inga underarter finns listade i Catalogue of Life.